# Magas kőris
A magas kőris (Fraxinus excelsior) – amint ezt neve (excelsior, vagyis kimagasló) is mutatja – az olajfafélék családjának legmagasabbra növő faja.

## Elterjedése, élőhelye
Nyugat-palearktikus faj: az északi félteke mérsékelt övi erdeiben él. Európa nagy részén ez az egyetlen fatermetű olajfaféle.
Megtalálható
- mindenfelé a Fekete-tenger körül (beleértve a Kaukázust is),
- csaknem mindenfelé Európa kontinentális területén, kivéve:
  - annak legészakibb és legkeletibb részeit, valamint
  - az Ibériai-félsziget legnagyobb részét (csak a félsziget északi peremvidékén nő);
- a Brit-szigetek déli részén (Angliában, Walesben és Írországban, valamint Skócia nyugati partján)

## Jellemzése
20–40 m magas, lombhullató fa. Törzse karcsú, egyenes, lombozata laza, koronája nagy. A fiatal fák koronája gyér, ágaik meredeken felfelé törnek; az idősebb fák koronája boltozatos, szabálytalanul kerekded, a csúcs körül a legszélesebb. Az ágak sugarasan állnak, egyenesek, a törzs alsó részéből már felfelé törnek. A kéreg eleinte sima és szürke, később mélyen, szabálytalanul, de többé-kevésbé függélyesen repedezett, szürkésbarna. Fiatal vesszőin a kéreg világos. A hajtások vastagak, világosszürkék, fényesek, világos paraszemölcsökkel, a rügyek illeszkedési helyén ellaposodnak. A rügyek vastagok, átellenesek, hegyesek, a téli rügyek feketék; a fő rügyek mellett mellékrügyek is találhatók, ha a fiatal levelek elfagynának.
7–15 ovális, fogazott szélű, rövid csúcsú levélkéből álló, 20–30 cm hosszú, páratlanul szárnyalt, keresztben átellenes, összetett leveleinek színe kopasz, fonákukon az erek mentén gyapjas, vörösbarna szőrök nőnek. A levelek színe fényes, sötétzöld, fonáka világosabb. A levélgerinc felső oldalán mély barázda megy végig. Csak a csúcson ülő levélkének van nyele. A levélkék válla ék alakú; a legalsóké gyakran lekerekített. A levélkék széle az alap környékén többnyire ép; attól távolodva egyenlőtlenül fűrészessé válik. Az összetett levél nyele 3–6 cm hosszú. Levelei nagyon későn, zölden hullanak le; rendszerint az első fagyokig kitartanak.
Virágrügyei nagyok, fényesek, csaknem feketék. A virágok egy- vagy kétneműek is lehetnek, sőt, a növény akár kétlaki is lehet. Virágzata összetett fürt; a sziromtalan virágok nagy, vörösbarna virágbugákban tömörülnek az előző évi vesszőkön, a levelek megjelenése előtt. Termése nyelv formájú, lecsüngő csomókban álló, szárnyas lependék.

## Életmódja, termőhelye

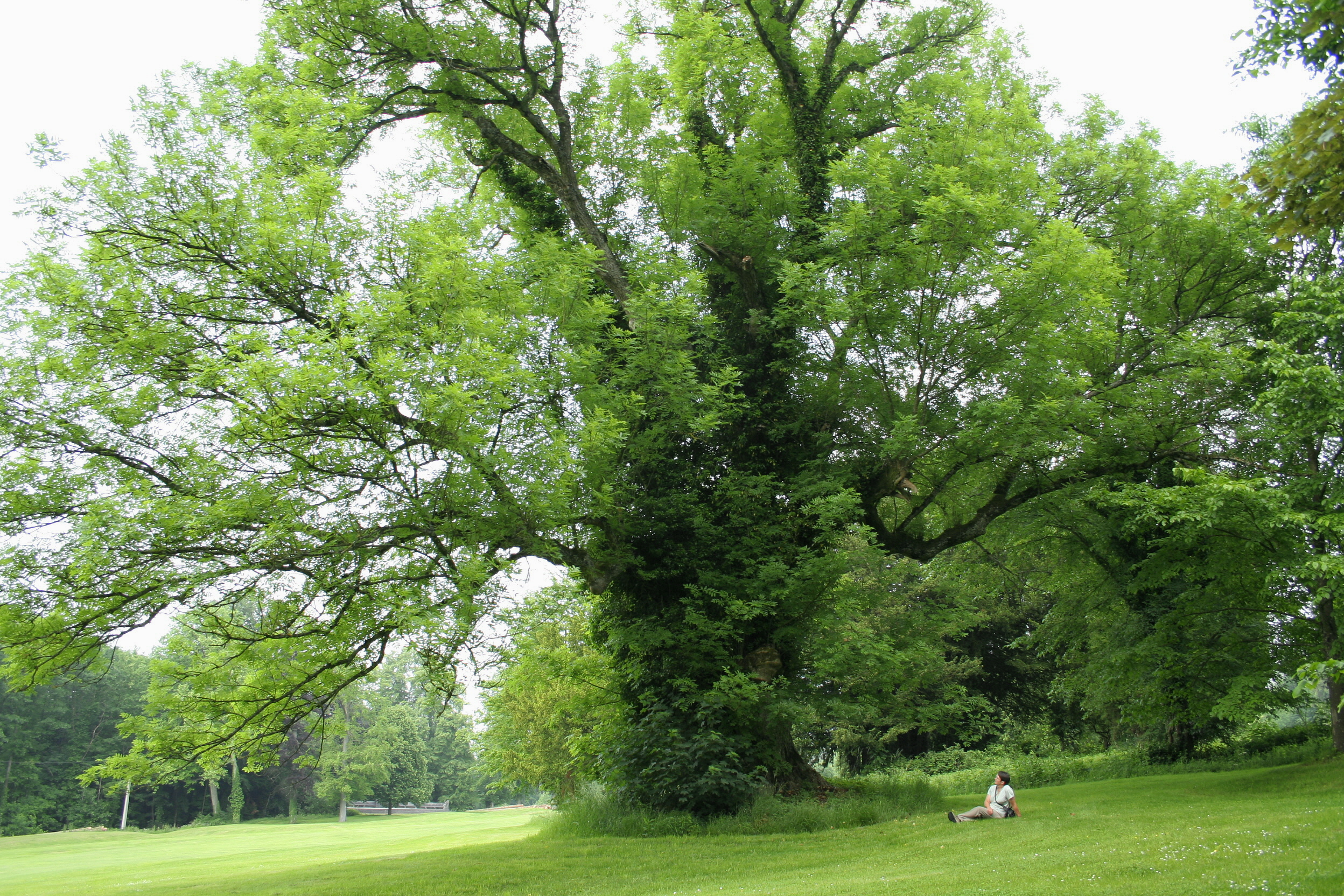
Fa nyáron...

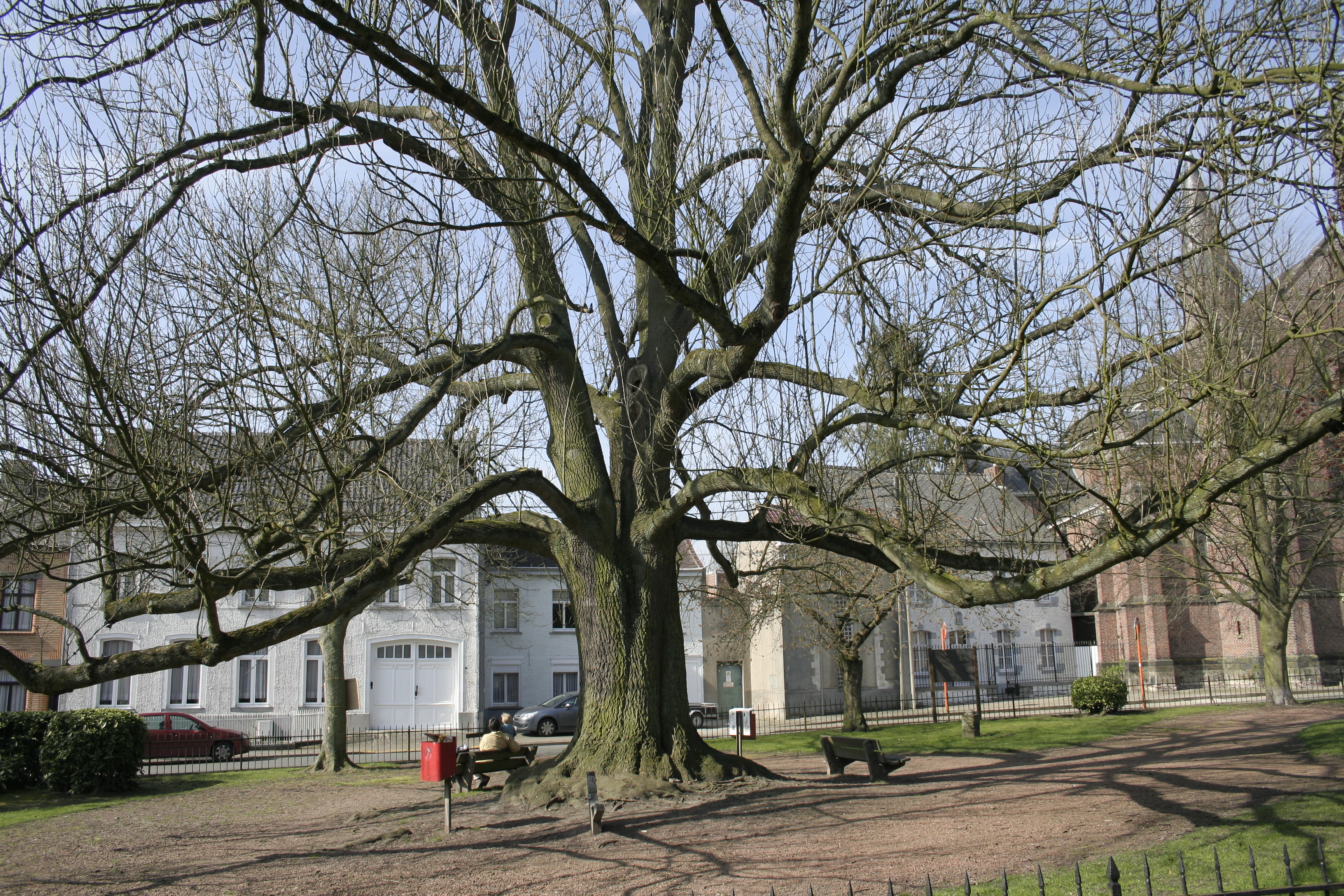
...és télen

Szárazságtűrő, melegkedvelő fa. A sótartalmat és a szennyezett levegőt egyaránt kiválóan tűri; a szikes, illetve szennyezett területek, az utak melléke és a városok fásítására egyaránt kiválóan alkalmas. Fiatalon mérsékelten árnytűrő, később erősen fényigényes, ezért az erdőkben csak elegyfának ültethető; a helytelen erdőgazdálkodás eredményeként kialakult, elegyetlen kőrisesek erősen kiritkulnak, alattuk a talaj elgyomosodik.
Korán, még a lombfakadás előtt, többnyire március–áprilisban, viszonylag rövid ideig virágzik. Virágait a szél porozza be, ezért sok virágport termel. Termései télen is az ágakon maradnak.
Tőről jól sarjad, így gyomfaként a vágásokon, kopárokon is elszaporodik: ez a folyamat a kőrisesedés.
Leginkább sík vidékek nedves, üde, mezofil termőhelyein ligeterdőkben, vagy a hegyek száraz, köves lejtőin:
- szurdokerdőkben,
- elegyes lombos erdőkben,
- vizek partján (a tölgy-kőris-szil ligeterdő (ártéri keményfaliget) egyik névadó fafaja) és
- köves lejtőkön nő.

Kedveli a meszes talajt. Erősen tápanyagigényes, ezért méretesebb példányok csak mély termőrétegű, valamint lejtőhordalék talajokon fordulnak elő. A köves, sziklás talajon jól megél; középhegységeink egyes szurdokerdőiben, illetve meredek véderdőben fő fafajjá vált.

## Felhasználása

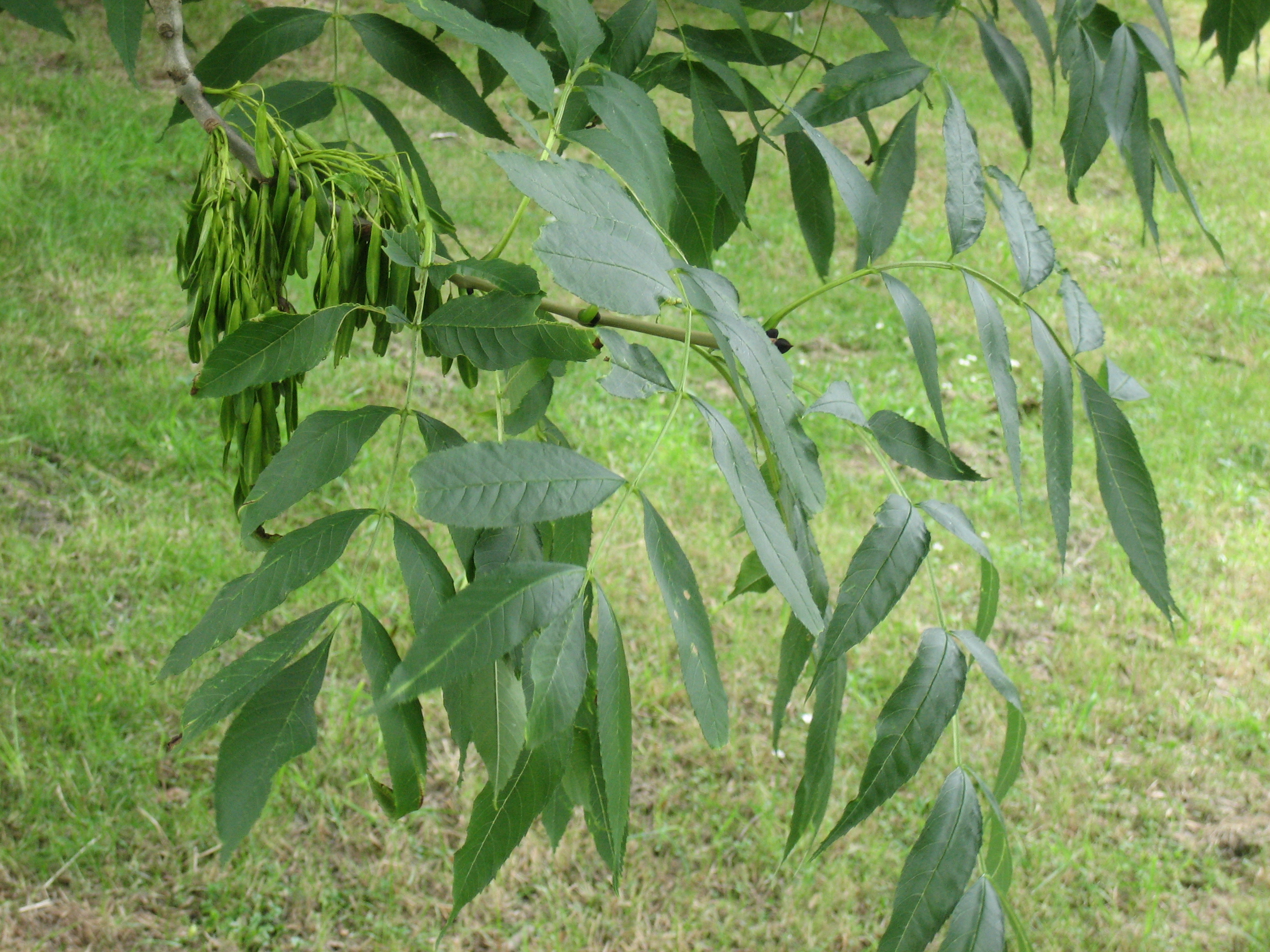
Lombja és éretlen termése

Fája értékes: sűrű, kemény és rugalmas. Főleg a bútoripar hasznosítja, emellett a sportszergyártás és számos más feldolgozó iparág kedvelt alapanyaga. Barna gesztjéről sokfelé „barna kőrisnek” nevezik, a csomoros törzsű, szép rajzolatú metszetet adó egyedeket pedig „habos kőrisnek”.
Gyakran utcai sorfának, díszfának ültetik.
Leveleit gyógyászati célokra már csak elvétve alkalmazzák. A népi gyógyászatban vizelethajtóként reuma és vesekő ellen adták; kérge csökkenti a lázat. A homeopátia a lágyszöveti reumatizmus kezelésére használja készítményeit.
Kőrisfalevélből, feketeribizli-levélből, a réti legyezőfű leveléből és mentából erősítő, frissítő italt készítenek.

### Hatóanyagai
Flavonoidokat, cserzőanyagokat, nyálkaanyagokat, triterpéneket, szterolokat, mannitot tartalmaz, a kéregből hidroxi-kumarinok is kimutathatók.
Virágpora erősen allergén hatású.

## Alfajok, változatok

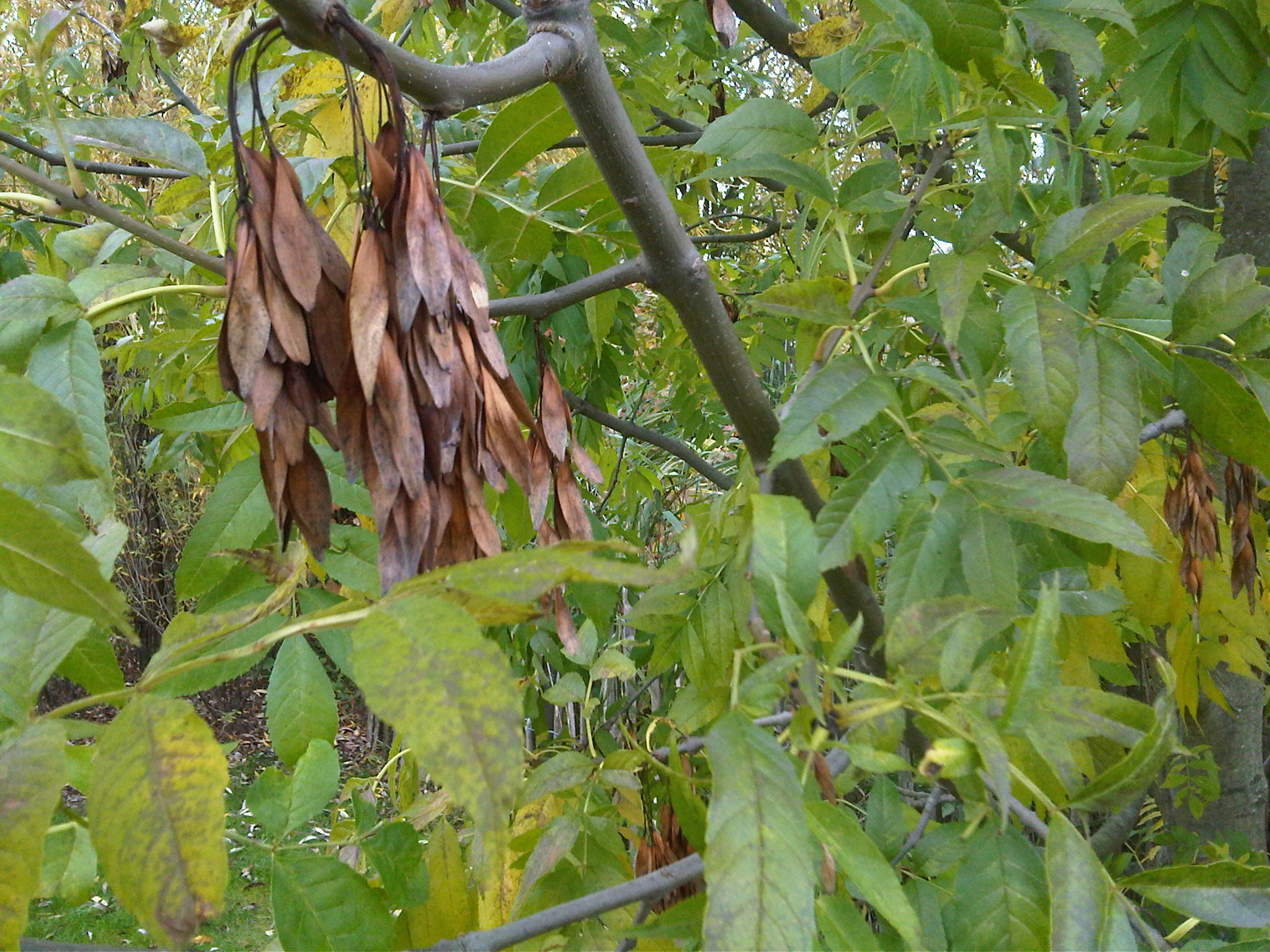
A magas kőris termései

- Szomorú kőris (Fraxinus excelsior ’Pendula’)